# Pferdebahn Timișoara
| Die Pferdebahn verband die Innere Stadt mit der Josefstadt (links) und der Fabrikstadt (rechts). |                      |                                                           |                                            |
| Streckenlänge: | 6,636 / 6,672 km     |                                                           |                                            |
| Spurweite: | 1435 mm (Normalspur) |                                                           |                                            |
| |                      |                                                           |                                            |
| \| \| \| Hinweis: die Zwischenhaltestellen sind nicht überliefert, \| \| \| \| \| dargestellt sind nur Endhaltestellen und Ausweichen \| \| \| \| \| \| \| \| \| \| Prințul Turcesc \| \| \| \| \| Depot bei der Piața Aurel Vlaicu (ab 1874) \| \| \| \| \| ehemaliger Mühlkanal \| \| \| \| \| Depot auf der Seilerwiese (bis 1874) \| \| \| \| \| Piaţa Romanilor \| \| \| \| \| ehemaliger Mühlkanal \| \| \| \| \| ehemaliger Holzschwemmkanal, heute Bega \| \| \| \| \| Bulevardul Loga / Strada Beethoven \| \| \| \| \| Bahnstrecke Timișoara–Caransebeș (ab 1876) \| \| \| \| \| Siebenbürger Tor \| \| \| \| \| Piața Sfântul Gheorghe \| \| \| \| \| Peterwardeiner Tor \| \| \| \| \| Bahnstrecke Timișoara–Caransebeș (ab 1876) \| \| \| \| \| Bahnstrecke Timișoara–Jasenovo \| \| \| \| \| Bulevardul 16 Decembrie 1989 \| \| \| \| \| Podul Traian über die Bega \| \| \| \| \| Bulevardul 16 Decembrie 1989 \| \| \| \| \| Strada Iancu Văcărescu \| \| \| \| \| Podul Eroilor über die Bega \| \| \| \| \| Anschlussgleis zur Pannonischen Dampfmühle \| \| \| \| \| Gara de Nord \| \| |                      |                                                           |                                            |
| |                      | Hinweis: die Zwischenhaltestellen sind nicht überliefert, |                                            |
| |                      | dargestellt sind nur Endhaltestellen und Ausweichen       |                                            |
| |                      |                                                           |                                            |
| U-Bahn-Haltepunkt / Haltestelle Streckenanfang (Strecke außer Betrieb) |                      | Prințul Turcesc                                           | Prințul Turcesc                            |
| U-Bahn-Betriebs-/Güterbahnhof Streckenanfang und quer (Strecke außer Betrieb) · U-Bahn-Abzweig geradeaus, nach rechts und von rechts (Strecke außer Betrieb) |                      | Depot bei der Piața Aurel Vlaicu (ab 1874)                | Depot bei der Piața Aurel Vlaicu (ab 1874) |
| U-Bahn-Brücke über Wasserlauf (Strecke außer Betrieb) |                      | ehemaliger Mühlkanal                                      | ehemaliger Mühlkanal                       |
| U-Bahn-Abzweig geradeaus, nach links und von links (Strecke außer Betrieb) · U-Bahn-Betriebs-/Güterbahnhof Streckenende und quer (Strecke außer Betrieb) |                      | Depot auf der Seilerwiese (bis 1874)                      | Depot auf der Seilerwiese (bis 1874)       |
| U-Bahn-Dienststation / Betriebs- oder Güterbahnhof (Strecke außer Betrieb) |                      | Piaţa Romanilor                                           | Piaţa Romanilor                            |
| U-Bahn-Brücke über Wasserlauf (Strecke außer Betrieb) |                      | ehemaliger Mühlkanal                                      | ehemaliger Mühlkanal                       |
| U-Bahn-Brücke über Wasserlauf (Strecke außer Betrieb) |                      | ehemaliger Holzschwemmkanal, heute Bega                   | ehemaliger Holzschwemmkanal, heute Bega    |
| U-Bahn-Dienststation / Betriebs- oder Güterbahnhof (Strecke außer Betrieb) |                      | Bulevardul Loga / Strada Beethoven                        | Bulevardul Loga / Strada Beethoven         |
| U-Bahn-Kreuzung mit Eisenbahn (Strecken außer Betrieb) |                      | Bahnstrecke Timișoara–Caransebeș (ab 1876)                | Bahnstrecke Timișoara–Caransebeș (ab 1876) |
| U-Bahn-Tunnel (Strecke außer Betrieb) |                      | Siebenbürger Tor                                          | Siebenbürger Tor                           |
| U-Bahn-Kopfbahnhof Streckenanfang und quer (Strecke außer Betrieb) · U-Bahn-Abzweig geradeaus, nach rechts und von rechts (Strecke außer Betrieb) |                      | Piața Sfântul Gheorghe                                    | Piața Sfântul Gheorghe                     |
| U-Bahn-Tunnel (Strecke außer Betrieb) |                      | Peterwardeiner Tor                                        | Peterwardeiner Tor                         |
| U-Bahn-Kreuzung mit Eisenbahn (Strecken außer Betrieb) |                      | Bahnstrecke Timișoara–Caransebeș (ab 1876)                | Bahnstrecke Timișoara–Caransebeș (ab 1876) |
| U-Bahn-Kreuzung mit Eisenbahn (Strecken außer Betrieb) |                      | Bahnstrecke Timișoara–Jasenovo                            | Bahnstrecke Timișoara–Jasenovo             |
| U-Bahn-Dienststation / Betriebs- oder Güterbahnhof (Strecke außer Betrieb) |                      | Bulevardul 16 Decembrie 1989                              | Bulevardul 16 Decembrie 1989               |
| U-Bahn-Brücke über Wasserlauf (Strecke außer Betrieb) |                      | Podul Traian über die Bega                                | Podul Traian über die Bega                 |
| U-Bahn-Dienststation / Betriebs- oder Güterbahnhof (Strecke außer Betrieb) |                      | Bulevardul 16 Decembrie 1989                              | Bulevardul 16 Decembrie 1989               |
| U-Bahn-Dienststation / Betriebs- oder Güterbahnhof (Strecke außer Betrieb) |                      | Strada Iancu Văcărescu                                    | Strada Iancu Văcărescu                     |
| U-Bahn-Brücke über Wasserlauf (Strecke außer Betrieb) |                      | Podul Eroilor über die Bega                               | Podul Eroilor über die Bega                |
| U-Bahn-Kreuzung mit Eisenbahn (Strecken außer Betrieb) |                      | Anschlussgleis zur Pannonischen Dampfmühle                | Anschlussgleis zur Pannonischen Dampfmühle |
| U-Bahn-Kopfbahnhof Streckenende (Strecke außer Betrieb) |                      | Gara de Nord                                              | Gara de Nord                               |

Die Pferdebahn Timișoara wurde 1869 eröffnet und bildete den Grundstein der, seit 1899 elektrifizierten, Straßenbahn Timișoara. Die normalspurige Pferdestraßenbahn im heute zu Rumänien gehörenden Timișoara – ungarisch Temesvár und damals Teil des Königreiches Ungarn – wurde von der Aktiengesellschaft Temesvári Közúti Vaspálya Társaság – abgekürzt TKVT, deutsch: Temesvarer Straßen-Eisenbahn-Gesellschaft – betrieben. Diese hieß ab 1897 Temesvári Villamos Városi Vasút Részvénytársaság (TVVV), heute firmiert sie – wiederum als Aktiengesellschaft – unter der Bezeichnung Societatea de Transport Public Timișoara, abgekürzt S.T.P.T.

## Geschichte

### Vorgeschichte
Bereits am 15. November 1857, noch zur österreichischen Zeit, erhielt das damalige Temeswar einen Anschluss an das Eisenbahnnetz der privaten Österreichisch-ungarischen Staatseisenbahngesellschaft. Damals erreichte eine neue Strecke von Szeged her die Hauptstadt des Banats. Jedoch lag der neue Temeswarer Bahnhof – der heutige Gara de Nord – im Stadtbezirk Josefstadt und damit weit außerhalb des Stadtzentrums. Zwischen der Inneren Stadt und dem Josefstädter Bahnhof (später Józsefvárosi pályaudvar) lag das damals noch unbebaute Festungsvorland. Vom zentralen Paradeplatz (später Jenő Herceg tér, heute Piața Libertății) aus waren beispielsweise rund zweieinhalb Kilometer Fußweg zum Bahnhof zurückzulegen.
Schon am 20. Juli 1858 ging die Erweiterung der Bahnstrecke nach Karasjeszenö in Betrieb, heute Jasenovo in Serbien. Diese führte fortan nur wenige hundert Meter südlich der massiven Festungsmauern an der Inneren Stadt vorbei, dennoch wurde dort aus militärstrategischen Gründen keine Station eingerichtet. Die Verlängerung änderte somit nichts an der mangelhaften Erreichbarkeit der Eisenbahn.
Außerdem machte sich im Zuge der beginnenden Industrialisierung das Fehlen einer Verkehrsverbindung zwischen der Inneren Stadt und der ebenfalls peripher gelegenen Fabrikstadt immer stärker bemerkbar. Unabhängig von den zahlreichen Industriebetrieben dort war die Fabrikstadt seinerzeit außerdem der größte Temesvárer Stadtteil; 1850 lebten dort 70 Prozent der Einwohner.

### Konzessionserteilung und Baubeginn

Heinrich Baader, Direktor der Straßenbahn von 1869 bis 1918

Zur Verbesserung der städtischen Verkehrsverhältnisse gründete sich daher am 3. November 1867 – wenige Monate nach dem Österreichisch-Ungarischen Ausgleich – die spätere Pferdebahn-Betreibergesellschaft. Am 11. Dezember 1867 erhielt das neue Unternehmen die Baugenehmigung Nummer 11.981 für die Errichtung der Anlage. Am 12. Februar 1868 reichte es die Baupläne ein, am 20. Februar 1868 folgte auch die ursprünglich für eine Dauer von 50 Jahren ausgestellte Konzession.
Erfolglos blieb hingegen das konkurrierende Angebot der beiden Unternehmer J. Krammer und A. Herzberg aus der damaligen ungarischen Hauptstadt Pest. Zwar erkannte der Stadtrat im März 1868 an, dass deren Offerte günstiger sei. Da die Genehmigung jedoch zuvor schon dem lokalen Unternehmen erteilt wurde, wurde der neue Antrag abgelehnt. Im Gegenzug kam dieses der Stadt in mehreren Punkten entgegen; so akzeptierte die Gesellschaft beispielsweise die nachträgliche Verkürzung der Konzessionsdauer von 50 auf 40 Jahre. Diese erfolgte durch das zuständige Bauministerium in Pest am 15. Juli 1868 per Dekret Nummer 6530.
Am 29. Oktober 1868 begannen schließlich die Bauarbeiten für die Bahn, ungarisch als lóvasút für Pferdeeisenbahn bezeichnet. Im April 1869 wurde der Ingenieur Heinrich Baader mit der weiteren Leitung der Bauarbeiten beauftragt und kurz darauf am 1. Juli 1869 zum Direktor des Unternehmens ernannt. Im Mai 1869 schloss die Gesellschaft mit der Stadt einen Landnutzungsvertrag. Dieser enthielt zusätzlich zu den üblichen Klauseln eine Vereinbarung, nach welcher die Pferdebahngesellschaft ein Viertel der Kosten für den Bau und die Instandhaltung der von ihr benutzten Brücken bezahlen musste.

### Eröffnung (Juli 1869)

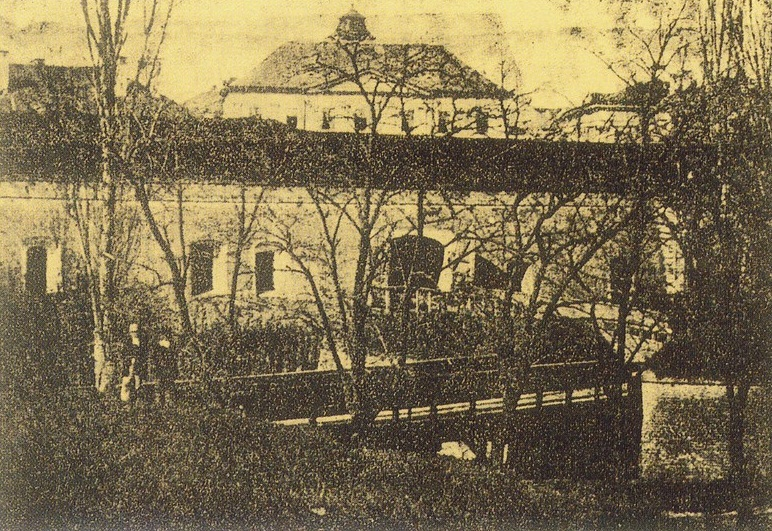
Pferdebahndurchlass beim Siebenbürger Tor mit Holzbrücke über den Festungsgraben, im Hintergrund das ehemalige Palais Mocioni

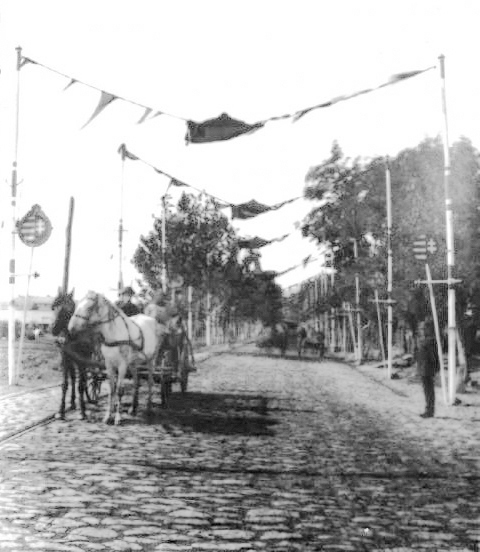
Die Überlandstrecke in die Fabrikstadt, im Hintergrund die Innere Stadt

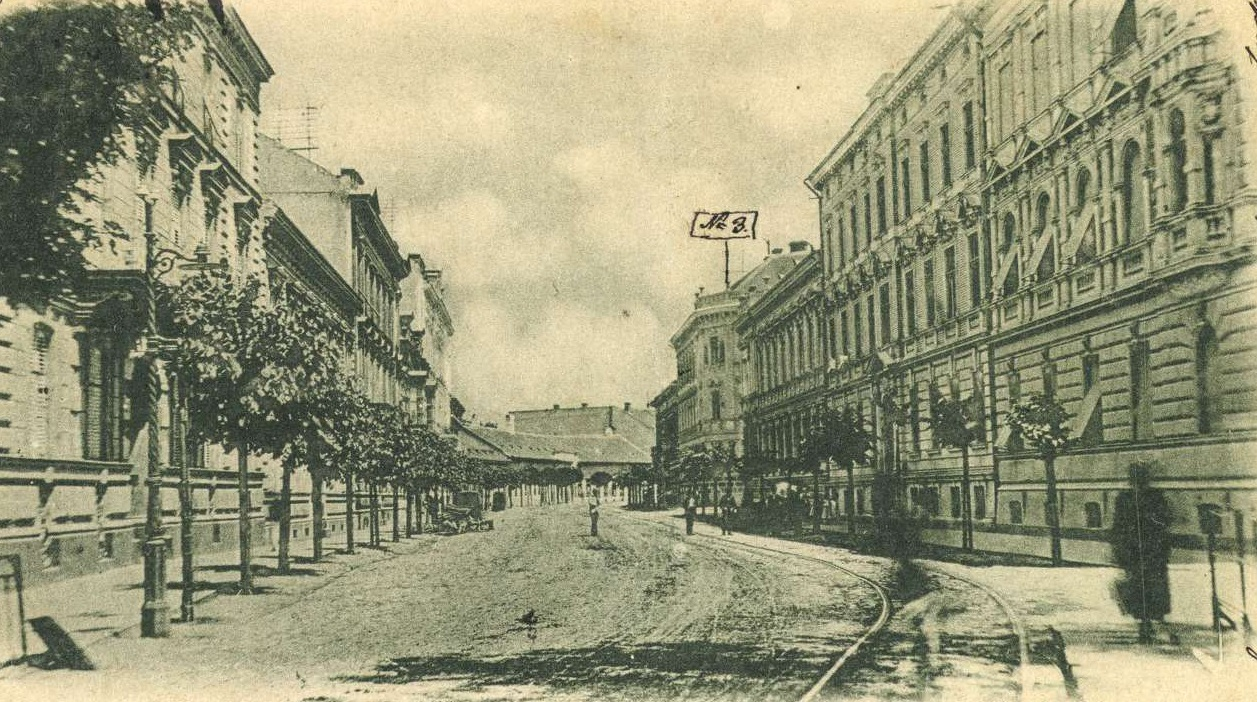
Pferdebahngleis in der Andrássy út, dem heutigen Bulevardul 3 August 1919; im Vordergrund die Brücke über den 1909 trockengelegten Mühlkanal, im Hintergrund die Piaţa Romanilor

Am Donnerstag, dem 8. Juli 1869 erfolgte schließlich die Aufnahme des Pferdebahnbetriebs, zunächst jedoch nur zwischen der Inneren Stadt und der Fabrikstadt. Nach New York (1832), Montbrison (1839), Paris (1855), Boston (1856), Mexiko-Stadt (1857), Havanna und Santiago de Chile (1858), Rio de Janeiro (1859), Birkenhead (1860), London, Sydney und Toronto (1861), Genf (1862), Buenos Aires, Alexandria, Kapstadt, Kopenhagen, Sankt Petersburg und Valparaíso (1863), Berlin und Wien (1865), Hamburg und Pest (1866), Buda und Stuttgart (1868) sowie Brüssel (Mai 1869) war Temesvár mit seinen damals 32.725 Einwohnern unter den ersten Städten weltweit, die eine Pferdestraßenbahn eröffneten. Wie in nahezu allen anderen Städten entschieden sich auch die Planer in Timișoara für die Normalspur, lediglich Santiago de Chile, Rio de Janeiro und Valparaíso (alle Kolonialspur von 1676 Millimetern) sowie Sankt Petersburg (Russische Breitspur von 1524 Millimetern) hatten damals andere Spurweiten.
Die Endstelle in der Inneren Stadt befand sich auf der verkehrsgünstig gelegenen heutigen Piața Sfântu Gheorghe, damals Szent György tér beziehungsweise Sankt-Georgs-Platz genannt. Der Platz liegt nur etwa 100 Meter östlich der zentralen Piața Libertății und 200 Meter südlich der Piața Unirii, dem zweiten zentralen Platz der Inneren Stadt. In der Fabrikstadt war die Endstation auf der heutigen Piaţa Romanilor, ehemals Piaţa Coronini beziehungsweise ungarisch Coronini tér. Diese Bezeichnung kam jedoch erst in den 1880er Jahren auf, weshalb in den meisten Quellen der Gasthof Zur Königin von England – ungarisch Angol Királynő – als erste Endstation der Pferdebahn angegeben wird. Hierbei handelte es sich um das Eckhaus an der nordöstlichen Seite des Platzes, heute Piaţa Romanilor Nummer 1. Diese erste Strecke war 1896 Meter lang und wich an zwei Stellen von der heutigen Linienführung der Straßenbahn ab. In diesen beiden Abschnitten verkehrte die Pferdebahn südlich der heutigen Trassierung:
- Vom Ausgangspunkt aus führte die Strecke zunächst in südöstliche Richtung durch die Strada Enrico Caruso bis zum Haupttor der ehemaligen Siebenbürger Kaserne, von dort aus wieder in nordöstliche Richtung durch die – in den 1960er Jahren teilweise durch das Kaufhaus bega überbaute – Strada Carol Telbisz zur heutigen Trasse. Diese wurde an der Einmündung der Strada Martin Luther in den Bulevardul Revoluţiei din 1989 erreicht, das heißt vor dem heutigen Hotel Continental.

- Zwischen dem früheren Siebenbürger Tor (Erdélyi kapu, beim heutigen Hotel Continental gelegen) und dem Eingang zum Parcul Poporului (Stadtpark, Városliget) in der Fabrikstadt verlief die Verbindungsstraße und somit auch die Straßenbahntrasse ursprünglich weiter südlich als heute. Sie folgte – quer über das damals noch unbebaute Postpalais-Gelände hinweg – den heutigen Straßen Ludwig van Beethoven und Martir Leontina Bânciu. Die Bega verlief damals – vor ihrer Kanalisierung – noch etwas weiter südlich und musste von der Pferdebahn nicht überwunden werden. Stattdessen querten Straße und Straßenbahn circa 100 Meter südlich der – erst 1909 fertiggestellten – Decebal-Brücke den sogenannten Holzschwemmkanal, einen ehemaligen Seitenarm der Bega. Erst beim Neptunbad erreichte die Pferdebahn die gegenwärtige Straßenbahnstrecke.

Den Festungsgraben überquerte die Bahn auf einer Holzbrücke; die Stadtmauer selbst wurde mittels eines zweiflügeligen Bahnfestungstors passiert. Im Belagerungsfall hätte die Straßenbahngesellschaft, gemäß einem am 7. September 1868 unterzeichneten Vertrag, auf Ersuchen des Militärs innerhalb von maximal 24 Stunden die Brücke demontieren und die Mauer in ihren ursprünglichen Zustand versetzen müssen. Im Bereich des Festungsvorlands verliefen die Schienen über mehr als einen Kilometer ähnlich einer Überlandstraßenbahn durch weitgehend unbebautes Gebiet.
An Personal und Betriebsmitteln standen anfangs zunächst 1 Inspektor, 6 Schaffner, 7 Kutscher, 3 Streckenwärter, 5 Personenwagen und 15 Paar Pferde zur Verfügung, wovon 1 Wagen und 3 Paar Pferde als Reserve dienten. Das heißt, jedem Kurs waren 3 Pferde zugeordnet, von denen jedoch nur 2 gleichzeitig zum Ziehen des Wagens benötigt wurden, während das dritte an der Endstelle pausierte.
Als Besonderheit verfügten die Fahrzeuge der Pferdebahn anfangs über zwei Wagenklassen, wie es damals vor allem bei der Eisenbahn üblich war. Der Fahrgastraum war in der Mitte geteilt, der Durchgang zwischen den beiden Abteilen war jedoch offen. Bereits am 16. August 1869 ereignete sich nahe der Festungsmauer ein tödlicher Verkehrsunfall; der letzte Kurs in Richtung Fabrikstadt überfuhr gegen 21:00 Uhr eine mutmaßlich angetrunkene Person.

### Erweiterung in die Josefstadt (Oktober 1869)
Dreieinhalb Monate nach der Eröffnung – am Montag, dem 25. Oktober 1869 – erhielt schließlich auch die Josefstadt ihren Anschluss an die neue Pferdebahn. Es verkehrte fortan eine zweite Linie zwischen der Piața Sfântul Gheorghe und dem Gasthaus Wilder Mann (ungarisch Vad-ember) am nördlichen Ende der heutigen Strada Iancu Văcărescu, das heißt an der Einmündung in das heutige Splaiul Tudor Vladimirescu. Die dortige T-Kreuzung am linken Bega-Ufer fungierte als provisorische Endstelle, weil die zum Anschluss des Josefstädter Bahnhofs erforderliche Brücke über die Bega, die spätere Bem-híd und heutige Podul Eroilor, nicht rechtzeitig fertiggestellt werden konnte.
Die neue Linie war circa 2,9 Kilometer lang, in der Inneren Stadt benutzte sie auf den ersten 100 Metern die bereits bestehende Infrastruktur in Richtung Fabrikstadt. Erst vor dem Haupttor der damaligen Siebenbürger Kaserne teilten sich die beiden Strecken. Von dort aus führten sie über die Piața Iancu Huniade und die Piața Victoriei, bevor sie bei der heutigen Kathedrale der Heiligen drei Hierarchen auf die heutige Straßenbahntrasse trafen. Die Festungsanlage beim Peterwardeiner Tor (Péterváradi kapu) wurde wiederum mittels einer rasch demontierbaren Holzbrücke und eines eigenen Tores passiert. Anschließend verlief auch die Strecke in die Josefstadt auf circa einem Kilometer Länge als Überlandstraßenbahn über freies Feld.
Eine betriebliche Besonderheit des neuen Abschnitts war die niveaugleiche Kreuzung mit der seit 1858 bestehenden Eisenbahnstrecke nach Karasjeszenö. Die beiden Verkehrsmittel kreuzten sich exakt auf Höhe der heutigen Kathedrale. Zur besseren Erschließung der Josefstadt nahm die Pferdebahnstrecke ab der Piața Alexandru Mocioni einen Umweg über die Kreuzung des Bulevardul 16 Decembrie 1989 mit der Strada Iancu Văcărescu. In der Inneren Stadt musste zwischen den beiden Radiallinien in die Fabrikstadt und in die Josefstadt umgestiegen werden.

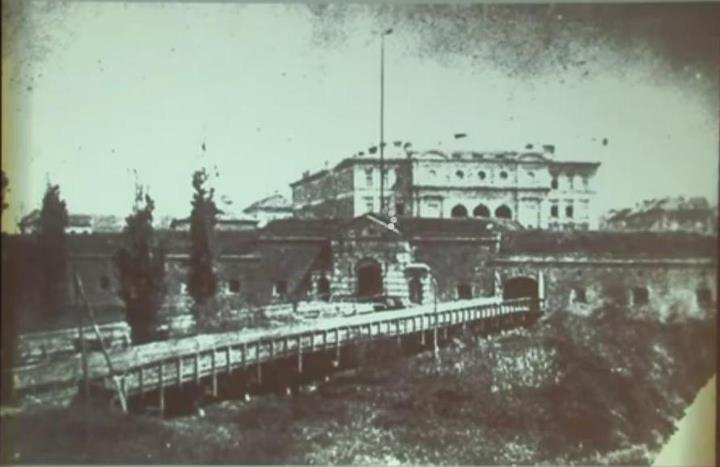
Ab Oktober 1869 passierte die Pferdebahn auch das Peterwardeiner Tor; rechts die Holzbrücke mit Bahnfestungstor, im Hintergrund das 1875 vollendete Stadttheater
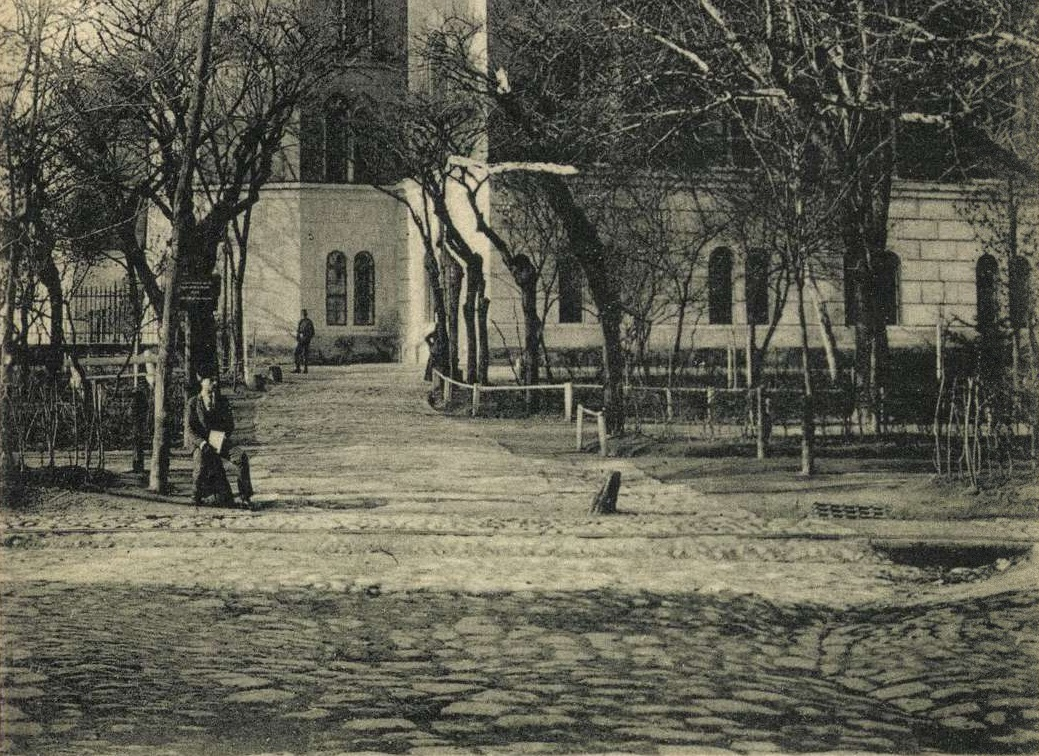
Noch innerhalb der Festungsmauern führte das Straßenbahngleis in die Josefstadt am Schloss Hunyadi vorbei
Pferdebahngleis in der Strada Carol Telbisz, im Hintergrund das Gleisdreieck an der Einmündung der Strada Enrico Caruso

### Verlängerung in der Fabrikstadt (Oktober 1869)
Am 26. Oktober 1869 erfolgte schließlich die Verlängerung der bereits bestehenden Fabrikstädter Strecke. Die Erweiterung war circa 650 Meter lang und führte bis zur großen Kreuzung bei der heutigen Haltestelle Prințul Turcesc (Türkischer Prinz), früher Împăratul Turcesc beziehungsweise zu Pferdebahnzeiten ungarisch Török Császár respektive deutsch Türkischer Kaiser genannt. Die Endstelle lag noch in der heutigen Strada Titu Maiorescu. Auch diese Trasse entsprach nicht der heutigen Straßenbahnstrecke, sondern verlief südlich davon. Sie nahm demnach nicht den direkten Weg über die Piața Traian, sondern führte diagonal über die Piața Romanilor und erreichte anschließend über ein circa 60 Meter langes Privatgrundstück der Pferdebahngesellschaft die Strada Ștefan cel Mare. Diesen – nach Einstellung der Pferdebahn wieder überbauten – Hausplatz mit der Konskriptionsnummer 15, heute Strada Ștefan cel Mare Nummer 22, hatte das Unternehmen eigens zu diesem Zweck bereits 1868 dem vormaligen Besitzer Krausz für 7500 Gulden abgekauft. Beim ehemaligen Gasthaus Zum Schwarzen Bären kreuzte die Bahn – ab hier wieder auf öffentlichem Grund – etwas nördlich der Brauerei die gegenwärtige Straßenbahntrasse im rechten Winkel. Anschließend überquerte die Pferdebahn auf der langgestreckten Piața Aurel Vlaicu – damals Rózsa tér beziehungsweise Rosenplatz – ein weiteres Mal den Mühlkanal und folgte schließlich der heutigen Strada Titu Maiorescu bis zur Endstelle.

Am linken Bildrand die Ausweiche auf der heutigen Piaţa Romanilor; rechts unten querte die Pferdebahn die heutige Ștefan cel Mare im rechten Winkel.
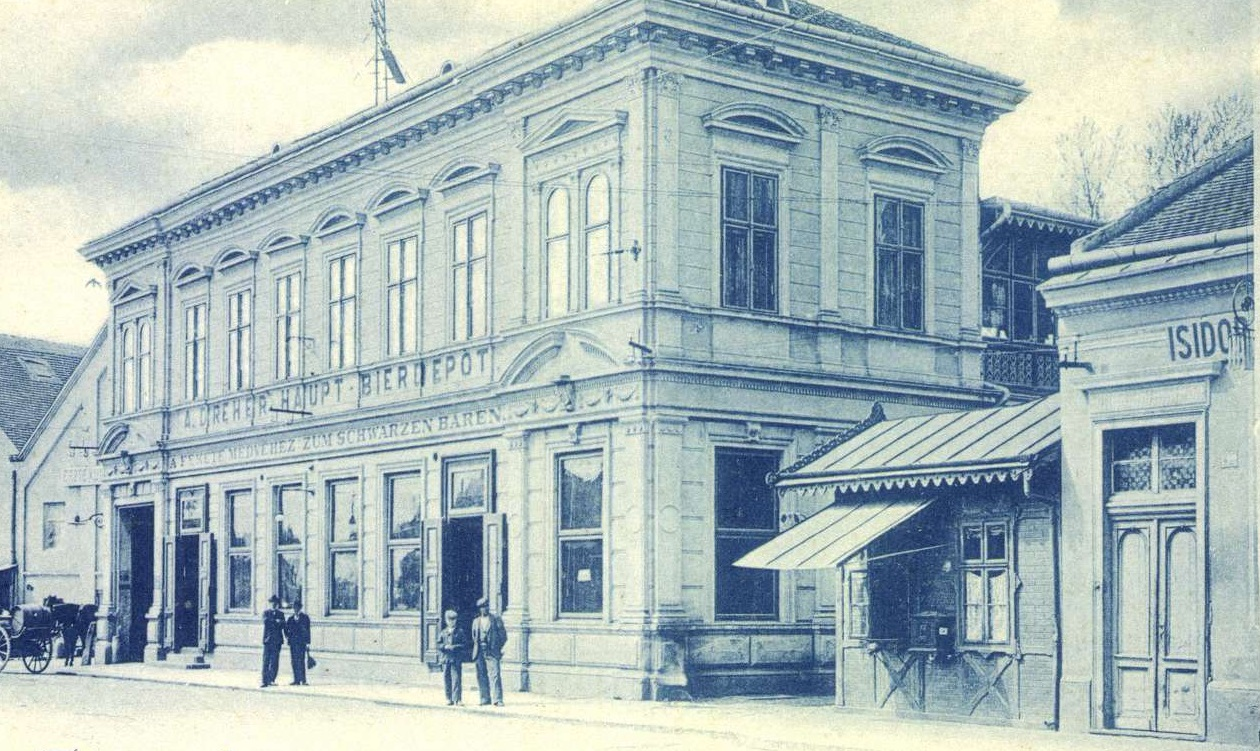
Durch die Baulücke rechts neben dem Gasthaus Zum Schwarzen Bären verließ die Bahn den Privatgrund der Gesellschaft.
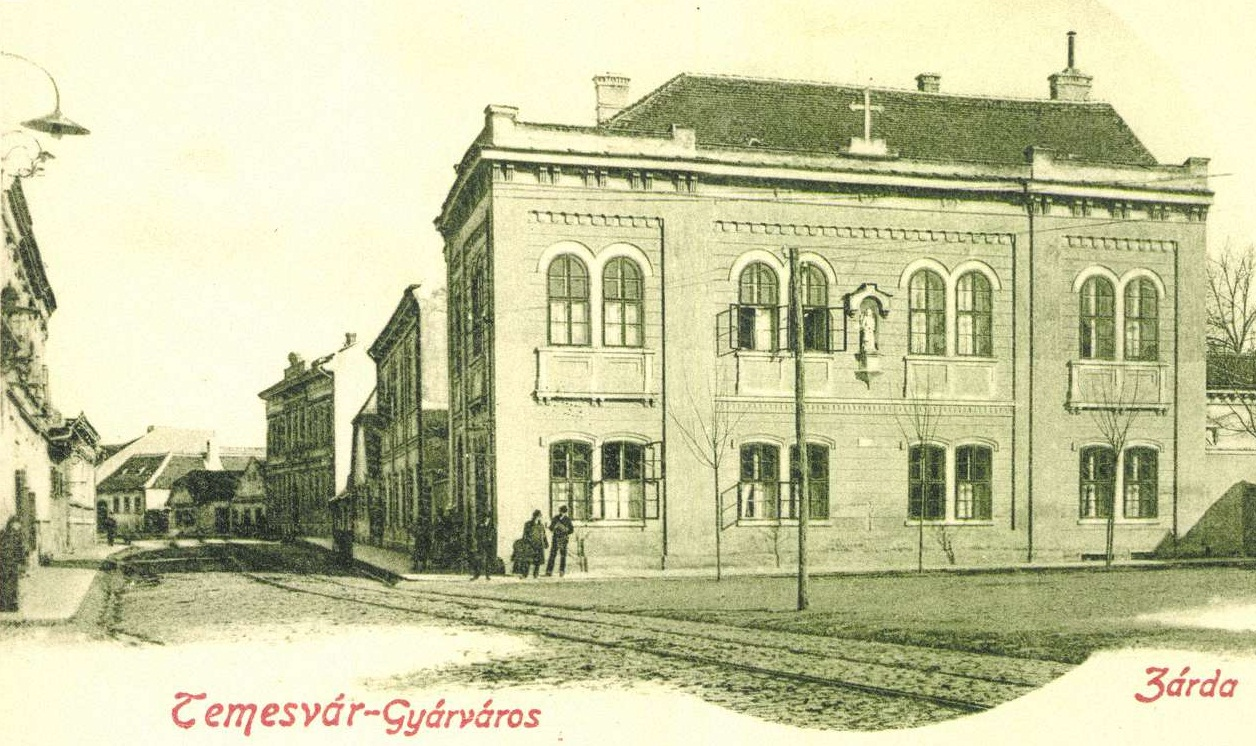
Das Pferdebahngleis in der heutigen Strada Titu Maiorescu, Blickrichtung stadtauswärts

### Verlängerung in der Josefstadt (1871)

Ein Pferdebahnwagen fährt von links nach rechts über die 1871 fertiggestellte Bem-híd in Richtung Bahnhof. Am rechten Ufer die staatliche Tabakfabrik, seinerzeit der größte Arbeitgeber der Stadt.

Nach Fertigstellung der aufwändig konstruierten Bem-híd – seinerzeit die erste Stahlbrücke über die Bega – wurde die Josefstädter Linie am Freitag, den 29. September 1871 um circa 700 Meter verlängert. Damit erhielt der Josefstädter Bahnhof einen direkten Anschluss an die Pferdebahn. Die Erweiterung war dringend notwendig, da die Station mit der am 6. April 1871 erfolgten Eröffnung der Strecke nach Arad vom einfachen Durchgangsbahnhof zum Eisenbahnknoten aufgewertet wurde. Nördlich der neuen Brücke führte die Straßenbahn an der Tabakfabrik vorbei auf direktem Weg zum Bahnhof, das heißt durch die Strada Dimitrie Bolintineanu und im Anschluss daran durch das heutige Werksgelände des Unternehmens ELBA. Anschließend bog sie beim Güterbahnhof nach rechts in die Strada Gării ab und endete direkt vor dem Haupteingang des Empfangsgebäudes. Damit war die Pferdebahn – bezogen auf den Personenverkehr – vollendet.

### Nicht ausgeführte Planungen
Weitere Streckenabschnitte waren zwar in Planung, gingen aber nicht mehr in Betrieb beziehungsweise konnten erst im Zuge der Elektrifizierung 1899 verwirklicht werden. So forderte die Stadt die Pferdebahngesellschaft wiederholt auf, die Fabrikstädter Linie um circa 500 Meter zum Malom-tér, der heutigen Piața Sarmisegetuza, zu verlängern. Dieser erschien das Vorhaben jedoch nicht profitabel. Des Weiteren führte das Unternehmen auch eine etwa 200 Meter lange Verlängerung von der Piața Sfântul Gheorghe zur Piața Unirii nicht aus.
Abgesehen davon bemühte sich auch die Gesellschaft selbst um einen Ausbau. Sie erhielt im Herbst 1873 die Genehmigung für zwei Zweigstrecken von der Piața Aurel Vlaicu zur Podul Dacilor einerseits und zur Kreuzung der Strada Ștefan cel Mare mit der Calea Ioan Vidrighiu und der Strada Petre Cermena andererseits. Beide Routen konnten aber angesichts der wirtschaftlichen Krise in der die Temesvári Közúti Vaspálya mittlerweile steckte, nicht mehr realisiert werden. Außerdem äußerten viele Bürger der Fabrikstadt ihren Protest gegen diese Strecken. Sie fürchteten die engen Gassen und Brücken in diesem Bereich wären für den Pferdebahnbetrieb nicht geeignet.

### Aufnahme des Güterverkehrs (1872)

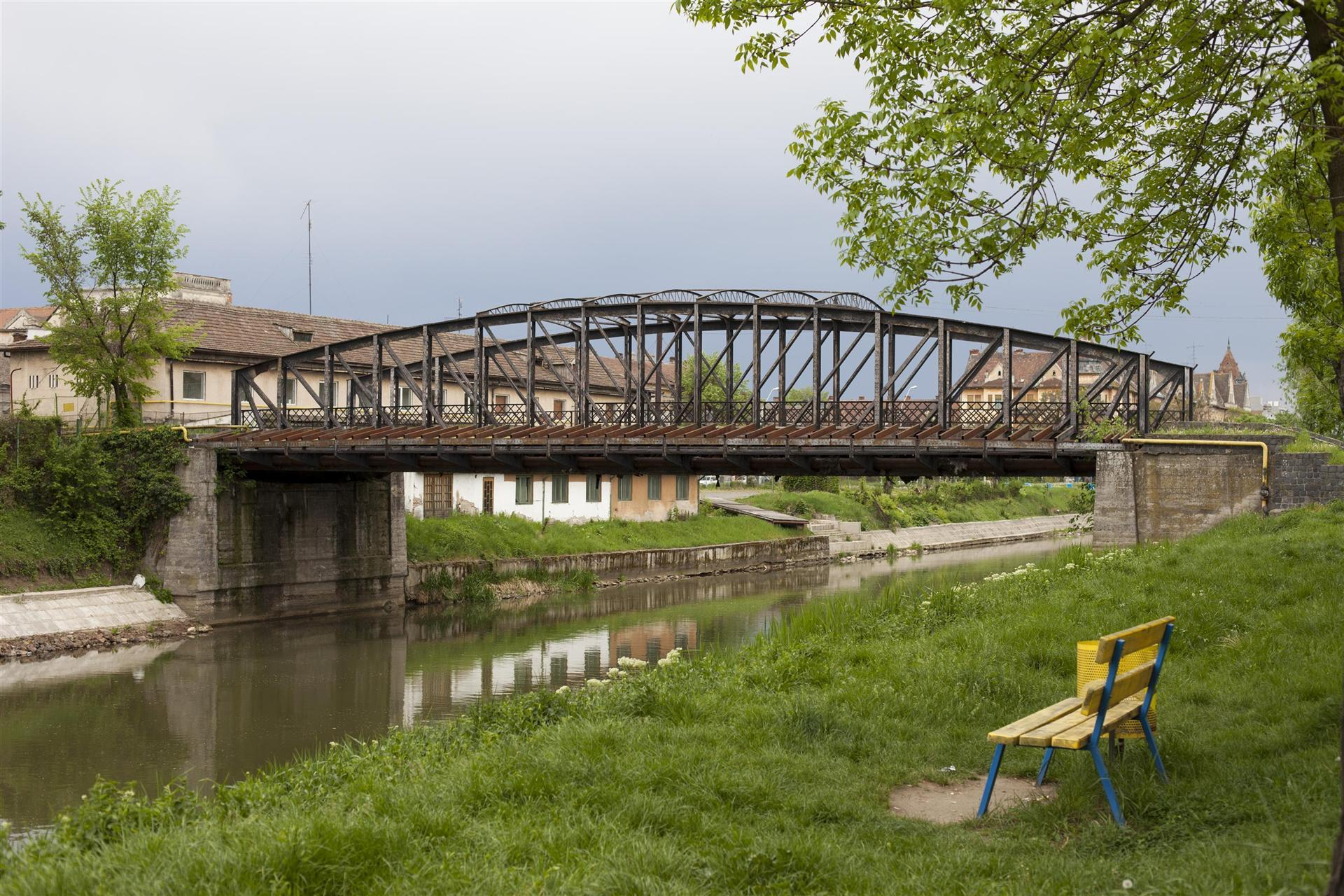
Über diese Brückenkonstruktion überquerten die Pferdebahnwagen ab 1871 die Bega zwischen der Inneren Stadt und der Josefstadt. Heute dient sie etwa 500 Meter flussabwärts als reine Fußgängerbrücke.

Die im Laufe des Jahres 1871 erfolgte Fertigstellung der stählernen Losonczy híd, die eine ältere baufällige Holzbrücke ersetzte, ermöglichte im Mai 1872 die Aufnahme des Güterverkehrs mit der Pferdebahn. Hierzu lag bereits von Beginn an die nötige Konzession vor, die in den ersten Betriebsjahren allerdings ungenutzt blieb. Mit dem direkten Anschluss des Bahnhofs an die Pferdebahnstrecke im Jahr zuvor stieg die Nachfrage nach Gütertransporten mit der Pferdebahn enorm an. Vorher wurden hingegen nur Gepäckstücke befördert. Wichtigster Güterkunde war die heutige Timișoreana-Brauerei in der Fabrikstadt, die das Pferdebahnprojekt von Beginn an unterstützte und sich daran auch finanziell beteiligte. Eigens für den Güterverkehr existierte vor der Siebenbürger Kaserne ein Gleisdreieck, womit durchgehende Fahrten von der Fabrikstadt in die Josefstadt und umgekehrt ohne Fahrtrichtungswechsel möglich waren.

### Aufhebung des Zwei-Klassen-Systems (1875)
Ebenfalls im Jahr 1872 beantragte die Pferdebahn-Gesellschaft bei den zuständigen Behörden die Aufhebung des Zwei-Klassen-Systems zugunsten eines Einheitstarifs. Statt der beiden Wagenklassen wollte man den Fahrgästen fortan ein Raucher- und ein Nichtraucherabteil anbieten. Doch wurde dieses Gesuch erst am 10. Juli 1875 beantwortet. Während der Einheitstarif und damit die Abschaffung der getrennten Wagenklassen am 21. Juli 1875 in Kraft treten konnte, wurden die Raucherabteile von der Verwaltung nicht genehmigt. Das Rauchen in den Wagen blieb somit weiterhin verboten. Damit behandelten die ungarischen Behörden durch Gesetz alle Fahrzeuge gleich, unabhängig davon ob sie, wie die zweiklassigen Pferdebahnwagen, im Innenraum aufgeteilt waren oder nicht. Dafür wurden den Wagen später in den Sommermonaten in jeweils einer Hälfte die Fensterscheiben entfernt und durch Vorhänge ersetzt, ähnlich einem Sommerwagen.

### Drei weitere niveaugleiche Kreuzungen mit der Eisenbahn
Am 23. Oktober 1876 ging die neue Eisenbahnstrecke von Temesvár nach Karánsebes in Betrieb; dadurch entstanden zwei weitere niveaugleiche Kreuzungen mit der Österreichisch-ungarischen Staatseisenbahngesellschaft. Die eine von ihnen lag nur wenige Meter nördlich der bestehenden mit der Strecke nach Karasjeszenö, das heißt ebenfalls bei der heutigen Kathedrale. Die zweite befand sich zwischen der Inneren Stadt und der Fabrikstadt, an der heutigen Kreuzung des Bulevardul Constantin Diaconovici Loga mit der Strada Ludwig van Beethoven. Dort liegen heute gar keine Schienen mehr, beide Verkehrsmittel wurden im Laufe der Jahre verlegt – die Eisenbahn 1902 und die spätere elektrische Straßenbahn 1909.
Die neue Bahnstrecke verschärfte insbesondere die Situation bei der heutigen Kathedrale, wo fortan deutlich mehr Züge Straßenbahn und Straßenverkehr behinderten. Für zusätzlichen Verkehr sorgten einige Jahre später außerdem die von der ungarischen Staatsbahn Magyar Államvasutak (MÁV) eröffneten Strecken nach Buziaș (ab 1896) und nach Radna (ab 1897). Die Häufung der Zugfahrten – zeitweise waren bei der heutigen Kathedrale auf beiden Strecken zusammen bis zu 40 täglich abzuwickeln – verursachte lange Schließzeiten.
In den 1880er Jahren kam außerdem auf dem Bahnhofsvorplatz eine vierte Gleiskreuzung mit der Eisenbahn hinzu. Dort querte fortan das Anschlussgleis zur Pannonischen Dampfmühle, die gegenüber dem Empfangsgebäude auf der anderen Straßenseite lag, die Trasse der Pferdebahn im rechten Winkel.

### Weltausstellung (1891)

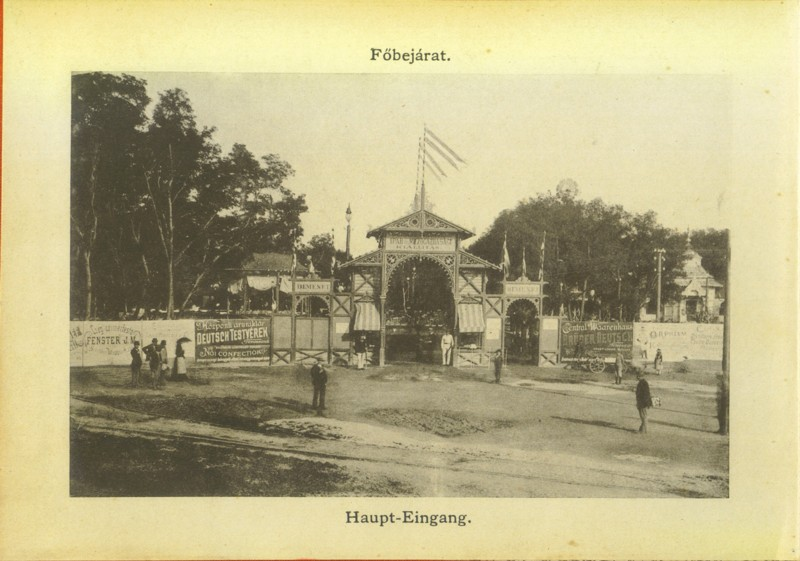
Der Haupteingang zur Weltausstellung im Franz-Joseph-Park; im Vordergrund das Gleis der Pferdebahn mit der dortigen Ausweiche

Vom 19. Juni bis zum 30. September 1891 fand in Temesvár eine Weltausstellung statt, die Universalausstellung für Industrie und Landwirtschaft. Der eigens anlässlich dieser Veranstaltung angelegte Franz-Joseph-Park wurde von der Pferdebahnstrecke in die Fabrikstadt tangiert, der Haupteingang befand sich an der Kreuzung des Buleverdul Constantin Diaconovici Loga mit der Strada Ludwig van Beethoven, was der Straßenbahn ein entsprechendes Fahrgastaufkommen bescherte. Um die Besuchermassen bewältigen zu können, beschaffte die Gesellschaft im Vorfeld der Veranstaltung weitere fünf Personenwagen. Damit konnten die vier Umläufe der Fabrikstädter Linie fortan bei Bedarf dreifach geführt werden, der fünfte Wagen diente als zusätzlicher Reservewagen. Die Expo führte letztlich zu einem Fahrgastrekord; so beförderte die Pferdebahn im gesamten Jahr 1891 964.264 Fahrgäste – diesen Wert erreichte sie bis zur Elektrifizierung nicht mehr.

### Konkurrenz durch Pferdeomnibusse (1894)
Um auch den 1890 nach Temeswar eingemeindeten Stadtbezirk Alte Mayerhöfe – seit 1896 Elisabethstadt genannt – an das städtische Verkehrsnetz anzubinden, erlaubte die Stadt einem weiteren Privatunternehmer die Einführung von Pferdeomnibussen in Konkurrenz zur Straßenbahn. Dessen Unternehmen Temesvár–Majoroki Társaskocsi Részvénytársaság mit einem Kernkapital von 12.000 Kronen bediente ab dem 24. Oktober 1894 die Strecke zwischen der Inneren Stadt und der heutigen Piața Nicolae Bălcescu. Dieser Platz war damals wie heute das Zentrum der Elisabethstadt, während die Pferdebahn den neuen Stadtteil nur an dessen nordwestlicher Seite tangierte.
Am 27. Mai 1895 erhielt die Omnibusgesellschaft schließlich die Genehmigung zur Einführung zweier weiterer Linien, die zwischen der Inneren Stadt und dem Josefstädter Bahnhof einerseits und dem Fabrikstädter Bahnhof andererseits verlaufen sollten. Der peripher gelegene 1876 eröffnete Fabrikstädter Bahnhof hatte damals noch gar keinen Verkehrsanschluss, er lag in damals noch unbebautem Gelände nördlich des Fabrikstädter Zentrums, von der zentral gelegenen Piața Traian über einen Kilometer entfernt. Im Gegensatz dazu stellte die Direktverbindung zum wichtigeren Bahnhof in der Josefstadt eine ernsthafte Konkurrenz für die Straßenbahngesellschaft dar, mussten deren Wagen doch weiterhin den Umweg durch die südliche Josefstadt nehmen.
Letztlich erhob die Temesvári Közúti Vaspálya erfolgreich Einspruch gegen die Ausweitung des neuen Verkehrsmittels, weil dieses den Ausbau des Straßenbahnnetzes erschwere. Schon im Juni 1895 zog der Stadtrat seine Genehmigung daher weitgehend zurück. Infolgedessen verkehrte die zweite Omnibuslinie – im Anschluss an die Pferdebahn – nur auf der kurzen Strecke Piaţa Romanilor – Gara de Est, die dritte kam gar nicht mehr zustande. Letztlich konnte sich das neue Unternehmen mit diesem Rumpfbetrieb wirtschaftlich nicht durchsetzen, weshalb die Temesvári Közúti Vaspálya Ende 1896 die Omnibusgesellschaft aufkaufte. Anschließend bediente die Straßenbahngesellschaft die kürzere Linie in der Fabrikstadt selbst, während die längere Verbindung in die Elisabethstadt damals gänzlich entfiel.

### Trassenkorrekturen in der Fabrikstadt (1896) und der Josefstadt (1897)

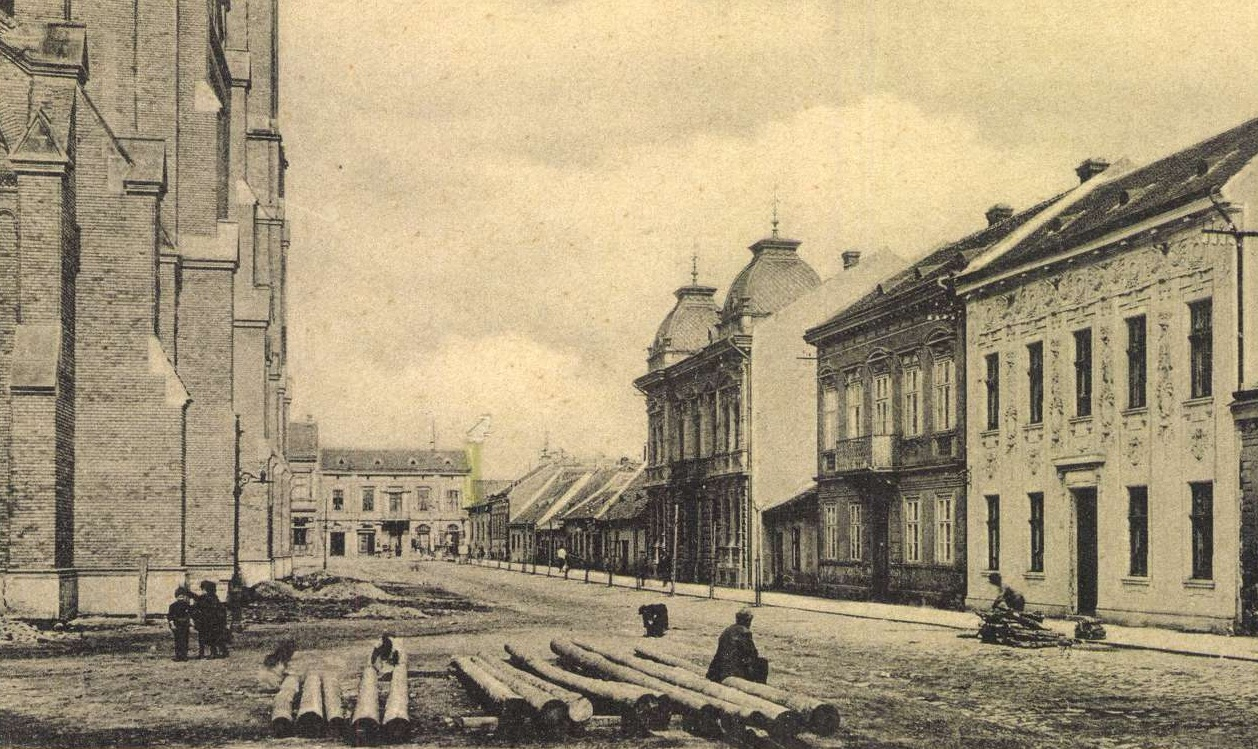
Das nur drei Jahre lang benutzte Pferdebahngleis neben der Millenniumskirche; in Bildmitte die ebenfalls 1896 verlegte Ausweiche

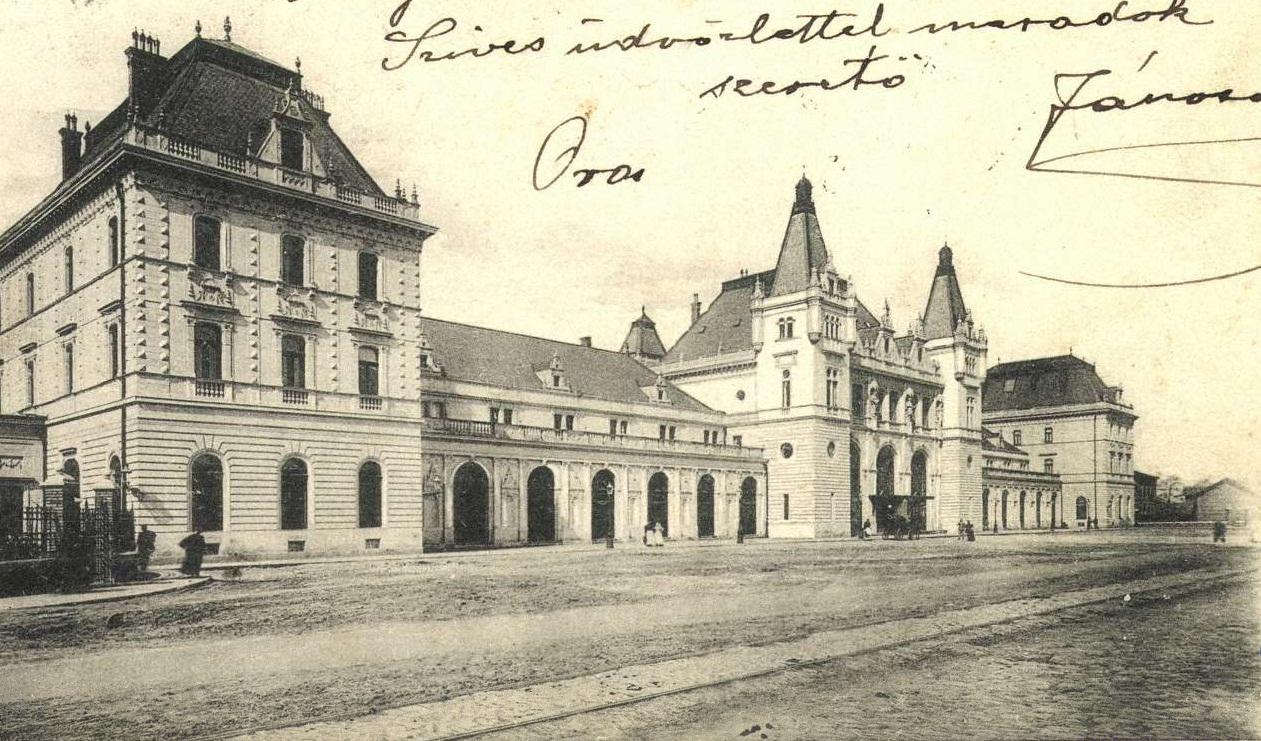
Die 1897 eröffnete neue Endstelle vor dem neuen Bahnhofsgebäude

Der Neubau der Millenniumskirche, die zwischen 1896 und 1901 auf der zuvor unbebauten Piața Romanilor entstand, erforderte drei Jahre vor der Elektrifizierung noch eine Trassenkorrektur in der Fabrikstadt. Um das Baufeld zu räumen, umrundete die Pferdebahn den Platz zuletzt an dessen nördlicher und östlicher Seite, anstatt ihn wie zuvor diagonal zu queren. Dadurch verlängerte sich die Wegstrecke geringfügig, außerdem musste die dortige Ausweiche ebenfalls an die Ostflanke des Platzes verlegt werden.
Der zwischen 1897 und 1899 erfolgte Neubau des Josefstädter Bahnhofsgebäudes führte außerdem zu einer weiteren Trassenkorrektur auf dem Bahnhofsvorplatz. Dabei entfiel die ursprüngliche – direkt an das Stationsgebäude anschließende – Endstelle von 1871, die sich nördlich der heutigen Strada Gării befand und über eine kleine Brücke über den früher dort verlaufenden Kanal erreicht wurde. Die neue – letztlich nur zwei Jahre genutzte – Endstelle befand sich hingegen mitten auf dem Vorplatz, in direkter Verlängerung der Strecke aus Richtung Innenstadt. Damit entfielen sowohl die frühere S-Kurve als auch die Kanalbrücke.

### Vor der Elektrifizierung (1897)
Nach langwierigen Verhandlungen zwischen Stadt und Straßenbahngesellschaft erteilte das Ministerium in Budapest am 5. Juni 1897 die Lizenz zur Elektrifizierung, woraufhin sich das Unternehmen zum 21. Juli gleichen Jahres in Temesvári Villamos Városi Vasút Részvénytársaság, zu deutsch Temeswarer Elektrische-Straßenbahn-Aktiengesellschaft, umbenannte. Die Gesellschaft hatte die Auflage – neben dem Umbau der bestehenden Strecken – vor allem die Erweiterung des Netzes voranzutreiben. Insbesondere die Bewohner der Elisabethstadt, die seit der 1896 erfolgten Einstellung der Pferdeomnibuslinie dorthin wieder ohne Verkehrsanschluss waren, forderten seit längerem ebenfalls an das Straßenbahnnetz angeschlossen zu werden. Ebenso dringlich war die Anbindung des Fabrikstädter Bahnhofs, der mit dem Pferdeomnibus nur unzureichend erschlossen war.
Auch war das Verkehrsbedürfnis im Laufe der Jahre stark gestiegen und konnte mit der Pferdebahn nur noch bedingt befriedigt werden. So hatte sich die Einwohnerzahl Temesvárs während der Betriebszeit der Pferdebahn nahezu verdoppelt, 1900 wohnten bereits 59.229 Menschen in der Stadt. Ferner galt eine pferdebetriebene Straßenbahn gegen Ende des 19. Jahrhunderts als nicht mehr zeitgemäß. In der Hauptstadt Budapest gab es beispielsweise bereits seit 1887 elektrische Straßenbahnen, in Wien, der anderen Hauptstadt der österreichisch-ungarischen Doppelmonarchie, seit 1897.

### Aufnahme des elektrischen Betriebs (1899)

Das Netz des Jahres 1899; die aufgelassenen Abschnitte der Pferdebahn sind grün markiert

→ siehe Hauptartikel Umstellung auf elektrischen Betrieb
Im Juli 1898 begannen die Bauarbeiten für das neue Liniennetz. Dabei wurde das Netz von zuletzt 6,636 beziehungsweise 6,672 auf 10,315 Kilometer erweitert. Am Donnerstag, dem 27. Juli 1899, wurde der elektrische Betrieb aufgenommen. Statt der beiden Pferdebahnlinien – die keine Liniennummern trugen – verkehrten fortan die fünf elektrisch betriebenen Linien I, II, III, IV und V. Nur die beiden Streckenteile Piața Romanilor–Piața Balaș und Oper–Piața Alexandru Mocioni wurden direkt umgestellt, das heißt etwa 2,4 Kilometer. Diese beiden Abschnitte wurden im Vorfeld der Elektrifizierung zweigleisig ausgebaut. Der Großteil des ab 1899 betriebenen Netzes waren hingegen komplett neu errichtete Trassen.
Mit der Umstellung war außerdem eine massive Steigerung der Verkehrsleistung verbunden. Beförderte die Pferdebahn 1898 noch 874.901 Fahrgäste, so waren es bei der elektrischen Straßenbahn 1900 bereits 2.397.492, das heißt mehr als zweieinhalb mal so viele.
Die beiden ehemaligen Pferdebahnstrecken sind – abgesehen von den Trassenkorrekturen im Laufe der Jahre – bis heute die Hauptachse der Straßenbahn Timișoara geblieben. Die Route Fabrikstadt – Innere Stadt – Josefstadt wird heute im Wesentlichen von den Linien 1 und 2 bedient. Insbesondere gilt dies für die Hauptlinie 1, sie bedient beide Endpunkte der ehemaligen Pferdebahn.
Als Besonderheit verkehrte jedoch der Nachtkurs zum Josefstädter Bahnhof und zurück noch bis 1904 als Pferdebahn, weil das anfänglich vorhandene betriebseigene Kraftwerk nachts nicht arbeitete. Erst die im gleichen Jahr erfolgte Kommunalisierung der Straßenbahn und der damit verbundene Anschluss an das städtische Elektrizitätswerk beendete den Pferdebahnbetrieb in Timișoara endgültig.

## Betrieb und Infrastruktur

Die viergleisige Endstelle der Pferdebahn auf der heutigen Piața Sfântul Gheorghe mit Blick auf die ehemalige Seminärskirche

Die stadtseitige Endstelle aus entgegengesetztem Blickwinkel mit der Sparkasse im Hintergrund

Die gesamte Gleislänge der Pferdebahn, das heißt inklusive aller Ausweichen, Depotgleise sowie der für den Güterverkehr benötigten Nebengleise, betrug nach Vollendung aller Abschnitte 7584 Meter. Für den Gleisbau verwendete die Gesellschaft überwiegend Loubat-Rillenschienen mit einer Masse von 23 Kilogramm je Meter, die auf Eichenschwellen montiert waren. Lediglich auf zwei kürzeren Teilstücken der Überlandabschnitte zwischen der Inneren Stadt und den beiden Vorstädten kamen auf einem Schotterbett verlegte Vignolschienen mit einer Masse von 16 Kilogramm je Meter zum Einsatz, deren Zwischenraum mit Sand aufgefüllt war:
- circa 400 Meter zwischen dem Siebenbürger Tor und der heutigen Kreuzung des Bulevardul Constantin Diaconovici Loga mit der Strada Ludwig van Beethoven
- circa 300 Meter zwischen dem Peterwardeiner Tor und dem ehemaligen Bahnübergang bei der heutigen Kathedrale

Hersteller der Schienen war das Stahlwerk in Reșița, sie kosteten 18 Forint je Kubikmeter. Beide Strecken der Pferdebahn waren durchgehend eingleisig; von der Inneren Stadt aus betrachtet lag das Gleis in Fahrtrichtung Fabrikstadt auf der rechten Straßenseite, in Fahrtrichtung Josefstadt auf der linken. Der etwa 100 Meter lange und von beiden Linien bediente Abschnitt durch die Strada Enrico Caruso war als gemeinsam genutzte Ausweiche ausgeführt. Diese Ausweiche wiederum mündete in eine viergleisige Umsteigestation auf der Piața Sfântul Gheorghe, wo auch die Pferde gewechselt wurden. Die beiden Linien benutzten die Ausweiche in der Inneren Stadt zeitversetzt; das heißt zunächst fand die überschlagene Wende der Fabrikstädter Linie statt, 6 Minuten später dann die überschlagene Wende der Josefstädter Linie. Dadurch ergab sich in beiden Fahrtrichtungen eine Übergangszeit von jeweils 6 Minuten. Insgesamt betrug die Reisezeit über die Gesamtstrecke der Pferdebahn somit – inklusive Umstieg – 45 Minuten je Richtung.
Zusätzlich zur gemeinsam genutzten Ausweiche in der Strada Enrico Caruso standen den beiden Pferdebahnlinien sechs weitere Begegnungsmöglichkeiten zur Verfügung:
| Auf dem 2,6 Kilometer langen Fabrikstädter Ast: | im rechten Winkel der Kreuzung des heutigen Bulevardul Constantin Diaconovici Loga mit der heutigen Strada Ludwig van Beethoven, östlich des ehemaligen Bahnübergangs dort |
| Auf dem 2,6 Kilometer langen Fabrikstädter Ast: | auf der Piaţa Romanilor, an Stelle der heutigen Millenniumskirche |
| Auf dem 3,6 Kilometer langen Josefstädter Ast:  | auf dem Bulevardul 16 Decembrie 1989, zwischen ehemaligem Bahnübergang und Podul Traian                                                                                    |
| Auf dem 3,6 Kilometer langen Josefstädter Ast:  | auf dem Bulevardul 16 Decembrie 1989, zwischen Strada Alexandru Odobescu und Strada Constantin Brâncoveanu                                                                 |
| Auf dem 3,6 Kilometer langen Josefstädter Ast:  | in der Strada Iancu Văcărescu, zwischen Bulevardul Regele Carol I und Splaiul Tudor Vladimirescu                                                                           |
| Auf dem 3,6 Kilometer langen Josefstädter Ast:  | im Bereich der zweigleisig ausgeführten Endstation auf dem Vorplatz des Gara de Nord                                                                                       |

Die Ausweichen hatten einen mittleren Abstand von circa 950 Metern zueinander und waren jeweils etwa 70 Meter lang; das heißt sie ermöglichten fliegende Kreuzungen. Nach vollendetem Ausbau wurden die beiden Linien mit zusammen zehn Kursen jeweils alle zehn bis zwölf Minuten bedient, die durchschnittliche Reisegeschwindigkeit betrug etwa neuneinhalb Kilometer in der Stunde. Auf der Josefstädter Linie waren sechs Umläufe eingeplant beziehungsweise bis zur Verlängerung im Jahr 1871 nur fünf. Auf der Fabrikstädter Linie waren es von Beginn an vier. Betriebsbeginn war um 6:00 Uhr morgens, um 22:00 Uhr verkehrte der letzte Kurs ab Fabrikstadt. Dieser wiederum hatte in der Inneren Stadt Anschluss an den letzten Wagen des Tages in die Josefstadt. Zusätzlich verkehrte außerdem täglich gegen 3:30 Uhr ein spezieller Nachtkurs zum Josefstädter Bahnhof, der von dort um 4:00 Uhr wieder zurück fuhr. Er bot Anschluss an einen um diese Zeit nach Budapest fahrenden und einen weiteren von dort kommenden Zug.
Obwohl gemäß Konzessionsvertrag mit der Stadt auch in Timișoara fest definierte Haltestellen ausgewiesen waren, konnten die Fahrgäste – wie damals bei vielen Pferdebahnen üblich – jederzeit auf Zuruf vom Wageninneren beziehungsweise mittels Zuwinken vom Straßenrand aus das Anhalten nach Bedarf verlangen. Diese Praxis endete erst mit der Elektrifizierung.
Bei großem Fahrgastandrang standen für beide Linien je drei Zusatzwagen bereit, die – so zum Beispiel als sogenannte Theaterwagen nach Theatervorstellungen – spontan die regulären Kurse verstärkten und ebenfalls auf der Piața Sfântul Gheorghe bereitgehalten wurden. So konnten bei Bedarf auf der Josefstädter Linie im Schnitt jeder zweite, auf der Fabrikstädter Linie sogar drei von vier Kursen doppelt geführt werden. Die Zusatzwagen verkehrten im Folgezugbetrieb direkt hinter dem Regelzug, entgegenkommende Kurse mussten also in den Ausweichen stets beide Wagen vorbeilassen. In den Hauptverkehrszeiten war es mit den zusammen 21 Wagen sogar möglich, alle Kurse doppelt zu führen und zusätzlich einen Wagen in Reserve vorzuhalten.
Eine Taktverdichtung wäre auf der durchgehend eingleisigen Infrastruktur ohne den Bau zweigleisiger Abschnitte oder weiterer Ausweichen nicht möglich gewesen. Mit der Beschaffung fünf weiterer Wagen zur Weltausstellung von 1891 konnten schließlich bei entsprechender Nachfrage die Kurse der Fabrikstädter Linie sogar dreifach geführt werden.

## Betriebsgebäude

### Erstes Depot von 1869
Zur Betriebsaufnahme im Sommer 1869 überließ die Stadt der Pferdebahngesellschaft ein kostenloses Depot-Areal auf der Südseite der Piața Romanilor, dem heutigen Grundstück Piața Romanilor Nummer 11. Seinerzeit befand sich dort der westliche Bebauungsrand der Fabrikstadt, das Depot selbst befand sich bereits auf der sogenannten Seilerwiese, das heißt auf dem damals noch unbebauten Gelände zwischen der Verbindungsstraße von der Inneren Stadt in die Fabrikstadt (heute Bulevardul 3 August 1919) im Norden, der heutigen Piaţa Romanilor im Osten, der Bega (heute Strada Joseph Nischbach) im Süden und dem Holzschwemmkanal (heute Strada Episcop Joseph Lonovici) im Westen. An Stelle des vormaligen kaiserlich-königlichen Bettenlagers, errichtete das Unternehmen dort bis Ende des Jahres 1869 eine hölzerne Wagenhalle, die 27 Klafter (51,2 Meter) lang und elf Klafter (20,8 Meter) breit war. Die dreigleisige Remise war über eine Drehscheibe erreichbar und bot allen 24 damals vorhandenen Wagen Platz.
Die Stallungen für die Pferde waren anfangs – räumlich vom Depot getrennt – im benachbarten Haus mit der Fabrikstädter Konskriptionsnummer 16 untergebracht, heute Piața Romanilor Nummer 10 bzw. Strada Ștefan cel Mare Nummer 20. Dieses hatte die Gesellschaft am 6. März 1869 für 18.500 Gulden dem Vorbesitzer Carol Schiller abgekauft und bis 1870 entsprechend ihren Zwecken umgebaut. Die Verwaltung wiederum hatte sich im Haus des Lloyd’s of London in der Inneren Stadt eingemietet.
Der erste Betriebshof besaß jedoch nur einen provisorischen Charakter, die Straßenbahngesellschaft hatte die Auflage sich ein eigenes Depotgrundstück zu suchen und das ihr überlassene Areal gegebenenfalls innerhalb von sechs Wochen wieder zu räumen. Diese Kündigung erfolgte am 4. November 1871, jedoch sah sich die Gesellschaft nicht in der Lage ihr nachzukommen. Sie trat in Verhandlungen darüber, der Stadt das 468 Quadratklafter große Areal abzukaufen, was diese jedoch ablehnte. Letztlich zwang erst ein Gerichtsbeschluss im Herbst 1873 die Gesellschaft ihr vorläufiges Depot auf der Seilerwiese zu liquidieren, bevor die Stadt schließlich 1884 – anlässlich der Einführung der elektrischen Straßenbeleuchtung – dort ihr erstes Elektrizitätswerk errichtete.

### Zweites Depot von 1874

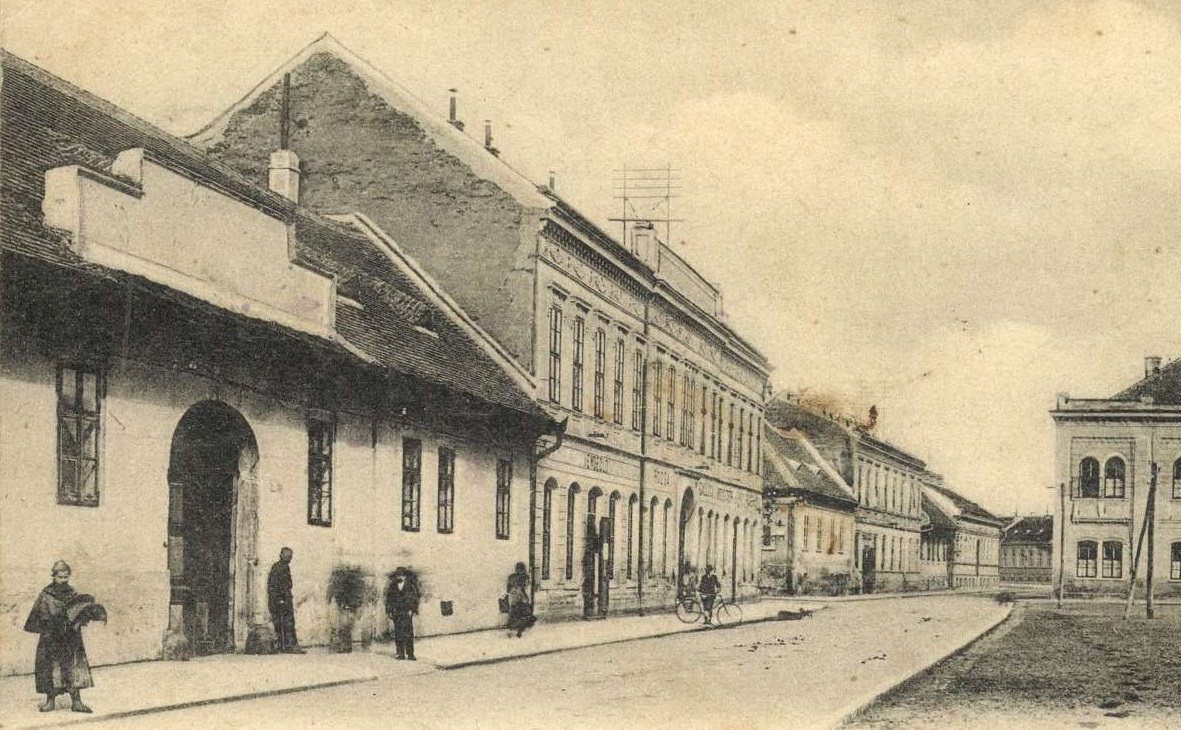
Der 1874 fertiggestellte Unternehmenssitz auf dem Rosenplatz, aufgenommen im Jahr nach Einstellung der Pferdebahn. Durch das Tor erreichten die Pferdebahnwagen die Wagenhalle im Hinterhof.

Als Ersatz für das erste Depot kaufte die Straßenbahngesellschaft am 31. Dezember 1873 einer Isabela Schmidt für 22.000 Gulden das Haus mit der Fabrikstädter Konskriptionsnummer 400 ab. Dieses Gebäude – heute Piața Aurel Vlaicu Nummer 4 – befand sich auf der Nordseite der genannten Platzes, zwischen den Anlagen der Ersten Kunstmühl Gesellschaft auf der linken und dem Hotel Rosen auf der rechten Seite. Das neu erworbene Gebäude selbst diente der Gesellschaft ab 1874 als neuer Verwaltungssitz, in seinem Hinterhof errichtete sie im gleichen Jahr eine fünfgleisige Remise. Hierzu erhielt das ehemalige Schmidt’sche Haus ein breites Durchfahrtstor, die Depotzufahrt war wiederum über eine Drehscheibe an das Streckengleis angeschlossen. Im Innenhof befand sich eine zweite Drehscheibe zur Anbindung der einzelnen Abstellgleise.
Das neue Depot beherbergte auch eine ebenfalls 1874 fertiggestellte Hufschmiede, während die Pferdeställe erst im Februar 1876 endgültig fertig wurden. Nichtsdestotrotz hatte die Straßenbahngesellschaft ihr erstes Stallgebäude auf dem Grundstück mit der Konskriptionsnummer 16 schon am 13. Oktober 1875 für nur 10.000 Gulden wieder verkauft; das heißt, sie machte damit innerhalb von sechs Jahren einen Verlust von 8500 Gulden.
Das Betriebsgelände an der Piața Aurel Vlaicu wurde mit der Elektrifizierung 1899 aufgegeben, sowohl Depot als auch Verwaltung bezogen damals das bis heute genutzte Areal südlich des Bulevardul Take Ionescu. Das Gebäude selbst blieb jedoch erhalten – erhielt aber schon vor 1928 einen neuen Eingang, der das alte große Durchfahrtstor für die Pferdebahnwagen ersetzte.

## Tarif
Eine Einzelfahrkarte zwischen der Fabrikstadt und der Inneren Stadt oder der Inneren Stadt und der Josefstadt kostete 10 Kreuzer, das heißt ein Sechserl, in der ersten und 8 Kreuzer in der zweiten Klasse. Für die Gesamtstrecke war jeweils das Doppelte zu bezahlen. Nach Einführung der Einheitsklasse im Jahr 1875 war grundsätzlich der bisherige höhere Tarif der ersten Klasse zu entrichten; gleichzeitig wurden Fahrkarten für Kinder unter zehn Jahren zum halben Preis eingeführt, ebenso Schülerfahrkarten. Ab 1878 erhielten dann auch Studenten eine Ermäßigung, sofern sie entsprechende Bescheinigungen vorweisen konnten. 1879 führte die Gesellschaft außerdem für eine Fahrt mit beiden Linien ermäßigte Umsteigefahrscheine zu 15 Kreuzern ein.
Stammfahrgästen und Pendlern wurden Sammelkarten für 50 Fahrten angeboten. Diese gab es anfangs ebenso wie die Einzelfahrscheine für beide Wagenklassen, später für die Einheitsklasse. Sie war um 20 Prozent günstiger als der Preis für eine Einzelfahrt, musste jedoch innerhalb eines Monats verbraucht werden. Dieses Abonnement bestand aus einem perforierten Papier, ähnlich einem Briefmarkenbogen. Von diesem Bogen löste der Schaffner bei jeder Fahrt jeweils einen Abschnitt ab.
1895 wurden außerdem stark ermäßigte Rückfahrkarten eingeführt. Sie kosteten nur 12 Kreuzer und waren eine Reaktion der Pferdebahngesellschaft auf die im Vorjahr eingeführten Pferdeomnibusse, die ebenfalls nur 6 Kreuzer je Fahrt kosteten.

## Fahrgastzahlen
Die Verkehrsleistung der Pferdebahn ist wie folgt überliefert, für die übrigen Jahre liegen keine Daten vor:
| 1870    | 1889    | 1890    | 1891    | 1892    | 1893    | 1894    | 1895    | 1896    | 1897    | 1898    |
| ------- | ------- | ------- | ------- | ------- | ------- | ------- | ------- | ------- | ------- | ------- |
| 665.000 | 727.012 | 711.392 | 964.264 | 804.512 | 859.626 | 877.468 | 882.240 | 873.068 | 940.819 | 874.901 |

## Fahrzeuge

### Personenwagen

Detailaufnahme eines Spiering-Wagens

Im Eröffnungsjahr der Pferdebahn lieferte die K.k. landesbefugte Maschinenfabrik und Wagenbauanstalt Johann Spiering aus Wien insgesamt 21 Pferdebahn-Personenwagen nach Temesvár. 5 dieser Spiering-Wagen standen bereits zur Betriebseröffnung zur Verfügung, die restlichen folgten im Laufe des Jahres 1869. Jedem Wagen wurden zwei Pferde vorgespannt, bei Schneefall waren es drei. 10 der 21 Spiering-Personenwagen wurden noch bis 1919 als Beiwagen der elektrischen Straßenbahn weiterverwendet.
Für die fünf 1891 anlässlich der Weltausstellung nachgelieferten Wagen bekam abermals ein neues Unternehmen den Produktionszuschlag, diesmal die Wagen- und Waggonfabrik, Eisen- und Metallgießerei Joh. Weitzer aus Graz. Diese Fahrzeuge waren etwas leichter als diejenigen der Erstlieferung und konnten daher von nur jeweils einem Pferd gezogen werden. Sie wurden anlässlich der Elektrifizierung ausgemustert; von ihnen blieb keiner erhalten.

### Gepäckwagen
Außer den Personenwagen lieferte Spiering im Eröffnungsjahr zusätzlich drei reine Gepäckwagen, darunter zwei geschlossene (poggyaszkocsi) zu 820 Forint je Stück und ein offener (poggyaszkocsialváz, wörtlich übersetzt Gepäckwagenuntergestell) zu 520 Forint. Wie lange sie im Einsatz waren, ist nicht überliefert; auch von ihnen blieb keiner erhalten.

### Güterwagen
Anlässlich der Aufnahme des Güterverkehrs im Mai 1872 beschaffte die Gesellschaft sieben kleine offene Flachwagen für die Pferdebahn, die von der Maschinen- und Waggon-Fabriks-Aktiengesellschaft Simmering stammten und bis zur Elektrifizierung von 1899 im Dienst standen.

## Personal
Insgesamt beschäftigte die Pferdebahngesellschaft 39 Personen, darunter neben dem Direktor 2 Inspektoren, 10 Schaffner, 20 Kutscher, 1 Wagenmeister, 1 Tierarzt, 2 Stallmeister und 2 Rangierer. Täglich waren acht Schaffner im Einsatz, während zwei frei hatten. Es kam dabei auf jeder Linie jeweils ein Schaffner weniger zum Einsatz, als Wagen unterwegs waren. Das heißt, die Schaffner mussten an den Endstellen sofort mit dem dort wartenden Gegenkurs zurückfahren, während die Kutscher samt Pferden jeweils eine Pause von zehn bis zwölf Minuten hatten. Dies hatte zur Folge, dass der jeweils erste morgendliche Kurs einer Linie nur mit einem Kutscher besetzt war.

## Pferde
Insgesamt standen der Gesellschaft 70 Pferde zur Verfügung, die jeden Tag um die Mittagszeit auf dem Sankt-Georgs-Platz gewechselt wurden.